# Antalis
Antalis is een geslacht van Scaphopoda uit de familie van de Dentaliidae.

## Beschrijving
Aan het achtereinde van de schelp bevindt zich een kleine opening voor de ademhaling. Het voedsel van deze dieren bestaat uit micro-organismen, die ze met talrijke knotsvormige tentakels vangen. De lengte bedraagt tot 6 cm.

## Verspreiding en leefgebied
Deze soort komt met een klein aantal soorten voor in de Noord-Atlantische Oceaan.